# Melna, Rohatîn
Melna (în ucraineană Мельна) este un sat în comuna Vîspa din raionul Rohatîn, regiunea Ivano-Frankivsk, Ucraina.

## Demografie
Componența lingvistică a localității Melna
     Ucraineană (100%)
Conform recensământului din 2001, toată populația localității Melna era vorbitoare de ucraineană (100%).